# Karen Knútsdóttir
Karen Knútsdóttir, née le 4 février 1990 à Reykjavik, est une handballeuse islandaise évoluant au poste de demi-centre en équipe d'Islande.

## Club
- Fram Reykjavik : 2007-2011
- HSG Blomberg-Lippe : 2011-2013 [3]
- SønderjyskE : 2013-2014 [4]
- OGC Nice Côte d'Azur : 2014-2017 [5]

## Palmarès

### Club
compétitions nationales 
- finaliste de la coupe de la Ligue en 2016 avec l'OGC Nice

### Sélection nationale
Championnat du monde
- 12e place au Championnat du monde 2011,  Brésil

Championnat d'Europe
- 15e place au Championnat d'Europe 2012,  Serbie
- 15e place au Championnat d'Europe 2010,  Norvège et  Danemark

### Distinction personnelle
- meilleure athlète de l'année 2010 [6]